# Visoka žumara
Visoka žumara (lat. Trachycarpus fortunei) palma je roda Trachycarpus iz sjevernog Mjanmara i Kine, visoka oko 10 metara, a u engleskom jeziku nazvana i kineskom vjetrenjačom.

## Podrijetlo
Trachycarpus fortunei je sigurno najčešća palma u kulturi u umjerenom području. Potječe s istočnih obronaka Himalaje gdje se penje do 2000 metara nadmorske visine, iako se smatra kao autohtona sve do jugoistočne obale Kine, gdje se nalazi otok Čusan i gde ju je prvi put vidio John Fortune, engleski istraživač, koji je bio najzaslužniji za njeno širenje izvana areala. To je bilo prije nešto više od 150 godina, iako je prvi put uvedena u kulturu u Europi 1830. godine (Nizozemska). U prvo vrijeme bila je svrstavana u rod Chamaerops (prema poznatom švedskom botaničaru Thunbergu, ali je kasnije, pregledom njegovih herbarija utvrđeno da je on to ime dao sasvim drugoj vrsti – Rhapis flabelliformis i od tada joj je ostao naziv excelesa (visok, uzvišen), što je zadržala i priznavanjem posebnog roda kojem pripada. Kasnije, kada su pronađene i druge visoke vrste, ustanovljen je njen današnji naziv. 

## Značajke
Otporna je na niske temperature u dužem periodu, na zagađen zrak, siromašno zemljište, pa i na kraće periode suše. Sasvim dobro raste i u polusjeni, a podnosi i sasvim sjenovite položaje, što ipak ne rezultira nekim značajnijim rastom. Čak ni ljeti ne traži posebno visoke temperature za dobar rast. Njen glavni neprijatelj je vjetar koji joj može slomiti grane. Stablo joj je obraslo koncima od odumrlih listova, a listovi su zeleni, nepravilno razdjeljeni u tridestak segmenata. Dvodomne su biljke, kao i svi ostali Trachycarpusi. 

Zadnjih nekoliko godina na internetu se može pronaći otporniji kultivar bulgaria, koji je nastao selekcijom sjemena od primjeraka koji su preživjeli -27,5°C u Plovdivu, u rasadniku Kirila Donova. 
Ova palma naraste do 12 metara u visinu, a otporna je na temperature do -15°C.

## Rasporostranjenost
Danas se pojedinačni primjerci ili grupe nalaze u južnoj Skandinaviji, Škotskoj, jugozapadnoj Kanadi, pa čak i na Islandu. 
Na cijeloj jadranskoj obali jako je rasprostranjena te je jedna od najčešćih palmi općenito, dok je na sjevernom Jadranu definitivno najrasprostranjenija. Pojedinačnih primjeraka ima u privatnim vrtovima i u Zagrebu i ostalim kontinentalnim gradovima.